# Kompozitanyagok

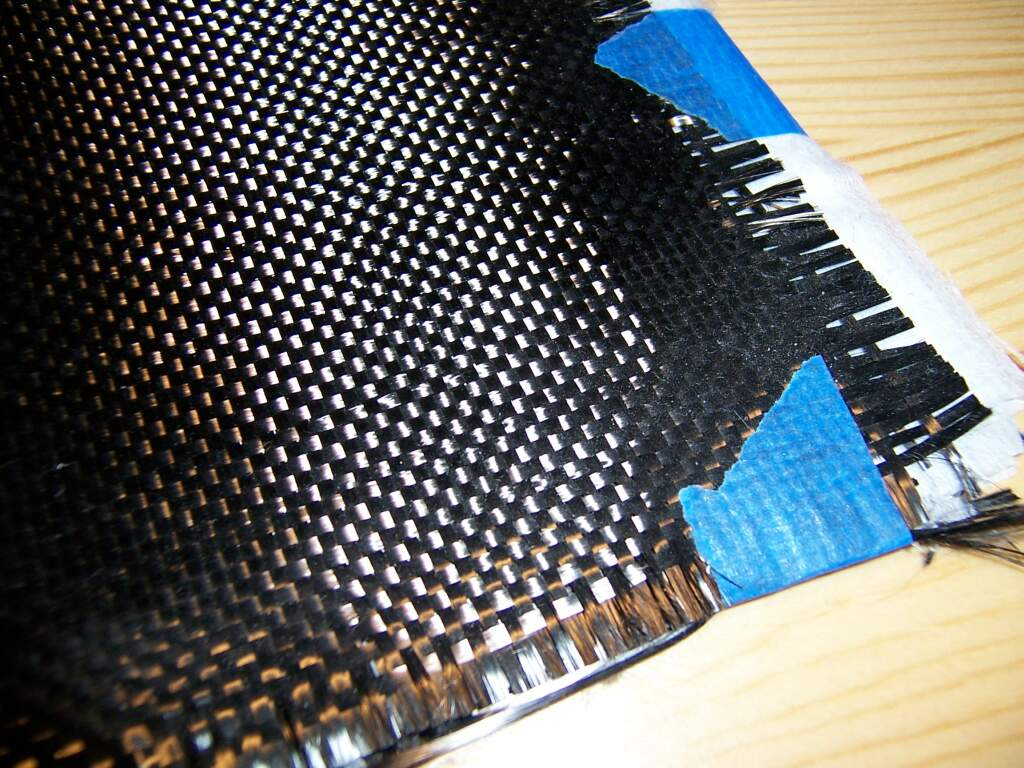
Szénszál szövet – gyakran alkalmazzák kompozitok erősítőanyagaként

A kompozitanyagok, röviden kompozitok vagy társított anyagok olyan összetett anyagok, amelyek két vagy több különböző szerkezetű és makro-, mikro- vagy nanoméretekben elkülönülő anyagkombinációkból épülnek fel a hasznos tulajdonságok kiemelése és a káros tulajdonságok csökkentése céljából. A kompozitok alapanyaga az erősítő fázis segítségével ér el jobb tulajdonságokat. Az alapanyagot mátrixnak, a többi elemet pedig második (vagy erősítő) fázisnak is nevezzük.
A kompozitok bármilyen két anyag (fém, kerámia, polimer) kombinációjaként előállíthatók, és az alapanyagot számtalan morfológiájú második fázissal erősíthetik (rövid vagy hosszú szálakkal és részecskékkel).
A gyakorlatban a kompozitoknak több előnye is van. Elsősorban lehetővé teszik, hogy a tulajdonságoknak egy különleges kombinációját hozzuk létre. Másrészt ezek a tulajdonságok egy adott tartományon belül folyamatosan változhatnak. A kompozitok harmadik lényeges sajátsága, hogy olyan fizikai tulajdonsággal is rendelkezhetnek, melyek nem érhetők el külön-külön egyik alkotójával sem. Mindegyik esetben a cél a végtermék tulajdonságainak optimalizálása különböző alapanyagok együttes használatával. Kitűnő és az igényeknek megfelelően szabályozható a szilárdságuk, képlékenységük és korrózióállóságuk.

## Kapcsolódó szócikk
- Kevlár
- Textil erősítésű kompozitok